# Le Journal d'Anne Frank (film, 1959)
Pour les articles homonymes, voir Le Journal d'Anne Frank (homonymie).
Pour plus de détails, voir Fiche technique et Distribution.
Le Journal d'Anne Frank (The Diary of Anne Frank) est un film américain réalisé par George Stevens et sorti en 1959.

## Synopsis
Dans Amsterdam libérée après la fin de la Seconde Guerre mondiale, Otto Frank, survivant du camp d'extermination d'Auschwitz, revient dans la cachette où il vécut durant 2 ans avec sa femme, ses deux filles, la famille Van Daan et le dentiste Dussel. Miep, une femme qui contribua à soustraire ses amis juifs aux nazis, a trouvé sur les lieux le journal intime de la plus jeune des filles d'Otto. De juillet 1942 jusqu'à l'arrestation et la déportation du groupe en août 1944, Anne Frank a minutieusement consigné dans son journal sa vie quotidienne de recluse auprès de ses compagnons d'infortune, ses craintes, ses espoirs et ses rêves d'adolescente.

## Fiche technique
- Titre original : The Diary of Anne Frank

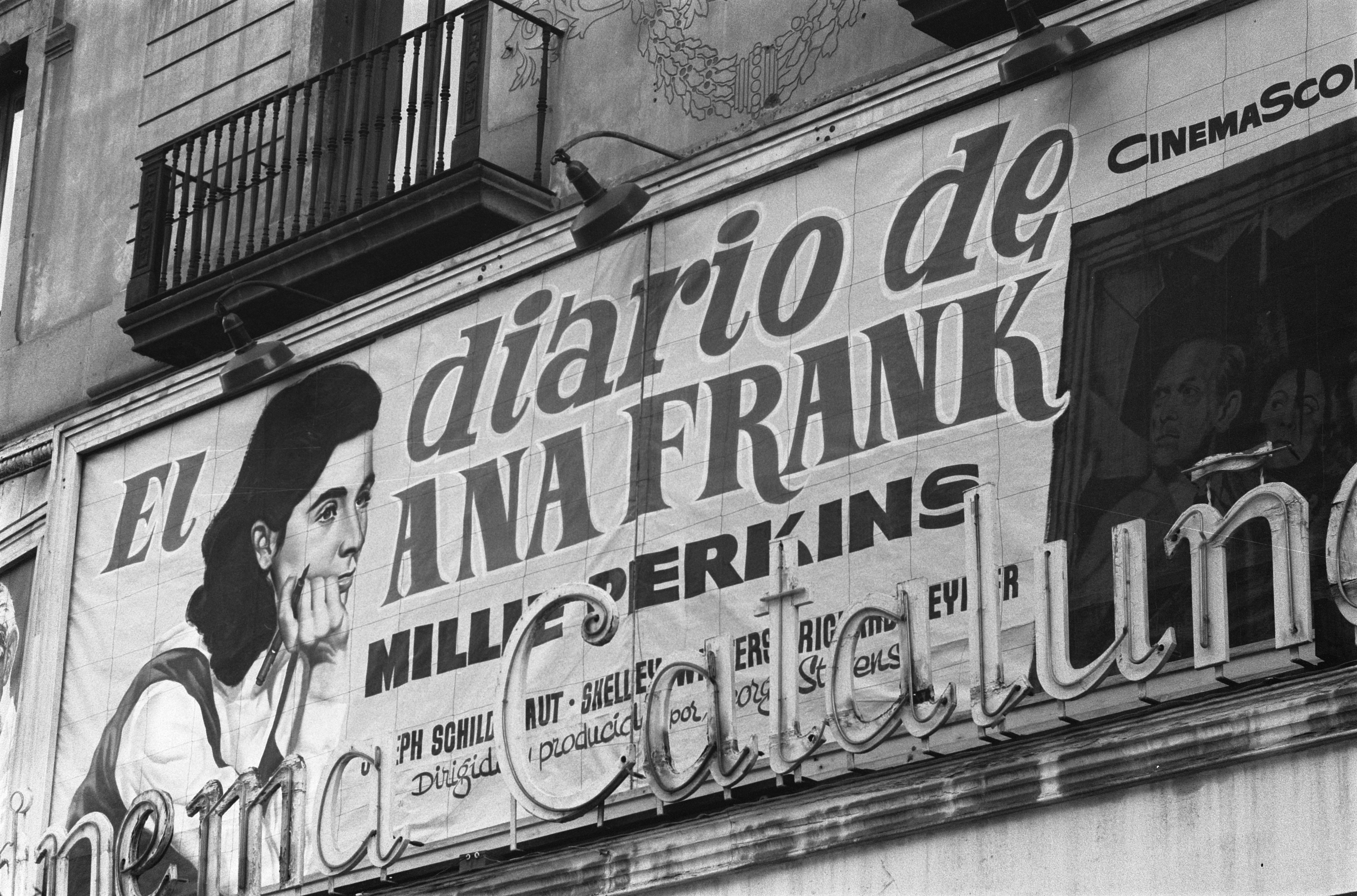
Affiche espagnole (1960).

- Titre français : Le Journal d'Anne Frank
- Réalisation : George Stevens, assisté de David S. Hall et Nina Foch (non crédité)
- Scénario et dialogues : Frances Goodrich et Albert Hackett d'après Le Journal d'Anne Frank et leur pièce éponyme adaptée de ce Journal
- Direction artistique : George W. Davis et Lyle Wheeler
- Décors : Stuart A. Reiss et Walter M. Scott
- Costumes : Charles Le Maire et Mary Wills
- Photographie : William C. Mellor
- Son : W. D. Flick, Harry M. Leonard, William Buffinger
- Montage : David Bretherton, William Mace, Robert Swink[Note 1]
- Musique : Alfred Newman
- Production : George Stevens et George Stevens Jr. (producteur associé)
- Sociétés de production : 20th Century Fox (États-Unis), George Stevens Productions (États-Unis)
- Sociétés de distribution : 20th Century Fox, Les Grands Films Classiques (France)
- Pays d'origine :  États-Unis
- Langues originales : allemand, anglais
- Format : 35 mm — noir et blanc — 2.35:1 CinemaScope — deux versions sonores enregistrées sous Westrex Recording System :
  - Version monophonique piste optique
  - Version stéréophonique 4 pistes magnétiques
- Genre : film biographique, drame
- Durée : 175 minutes
- Dates de sortie :
  - États-Unis : 18 mars 1959 (New York)
  - France :  2 septembre 1959
- (fr) Classifications CNC : tous publics, Art et Essai (visa d'exploitation no 22201 délivré le 15 juin 1959)
- Affiche : Boris Grinsson (France)

## Distribution

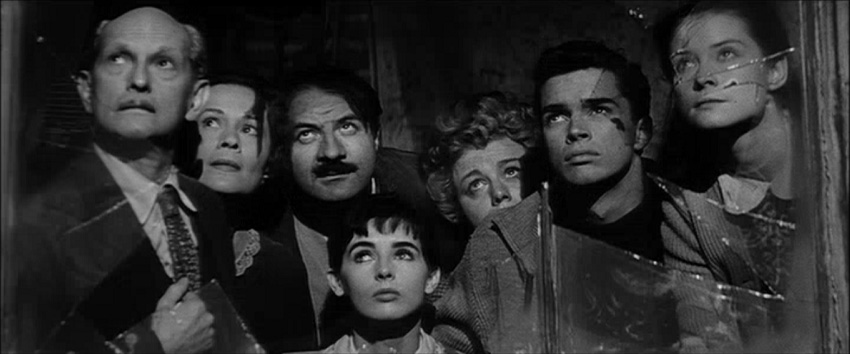
De gauche à droite : Joseph Schildkraut, Gusti Huber, Lou Jacobi, Millie Perkins, Shelley Winters, Richard Beymer, Diane Baker.

- Millie Perkins (VF : Claude Chantal) : Anne Frank
- Joseph Schildkraut (VF : André Valmy) : Otto Frank
- Shelley Winters (VF : Claire Guibert) : Mme Petronella Van Daan
- Richard Beymer (VF : Michel François) : Peter Van Daan
- Gusti Huber (VF : Éléonore Hirt) : Mme Edith Frank
- Lou Jacobi (VF : Fernand Rauzena et Claude Bertrand) : M. Hans Van Daan
- Diane Baker (VF : Josée Steiner) : Margot Frank
- Douglas Spencer (VF : Jacques Beauchey) : Kraler
- Dodie Heath (VF : Joëlle Janin) : Miep
- Ed Wynn (VF : Raymond Rognoni[Note 2]) : M. Albert Dussell
- Charles Wagenheim : un chapardeur
- Orangey (non crédité) : Moushi, le chat de Peter
- Edmund Purdom (voix off VO) : speaker à la radio

- Enregistrement version française (selon générique du film) aux studios 20th Century Fox France de Saint-Ouen (Seine-Saint-Denis) :
  - Réalisation : Nicolas Katkoff
  - Dialogues : Jacques Monteux
  - Montage son : Jean-Michel Barry
  - Ingénieur du son : Robert Bourgouin
  - Procédé d'enregistrement : Westrex Recording System

## Production

### Genèse
- Le Journal d'Anne Frank est l'adaptation d'une pièce à succès de Broadway et de l'œuvre d'Anne Frank. À l'époque du tournage, le livre s'est déjà vendu à des millions d'exemplaires dans le monde.
- Selon un article paru en octobre 1955 dans le Daily Variety, Garson Kanin, qui a mis en scène la pièce à Broadway, et Milton Sperling de la Warner Bros., se proposent d'acquérir les droits d'adaptation, mais c'est Buddy Adler de la 20th Century Fox qui les obtient en surenchérissant. Un article d'octobre 1956 de The Hollywood Reporter révèle que la Fox est en pourparlers avec William Wyler pour qu'il réalise le film. Mais, selon une information parue en février 1957 dans le même magazine, c'est le réalisateur George Stevens qui est engagé et qui sera également le producteur du film[1]. Stevens, tout comme Wyler, avait été documentariste pour l'Armée américaine pendant la Deuxième Guerre mondiale et à ce titre avait découvert sur place l'horreur des camps d'extermination. Alors qu'il avait été connu dans les années trente pour ses comédies légères (avec notamment Fred Astaire), il resta marqué par ce qu'il avait vu et tint à tourner un film sur l'Holocauste, comme le fait voir un documentaire diffusé en 2017[2].

### Tournage

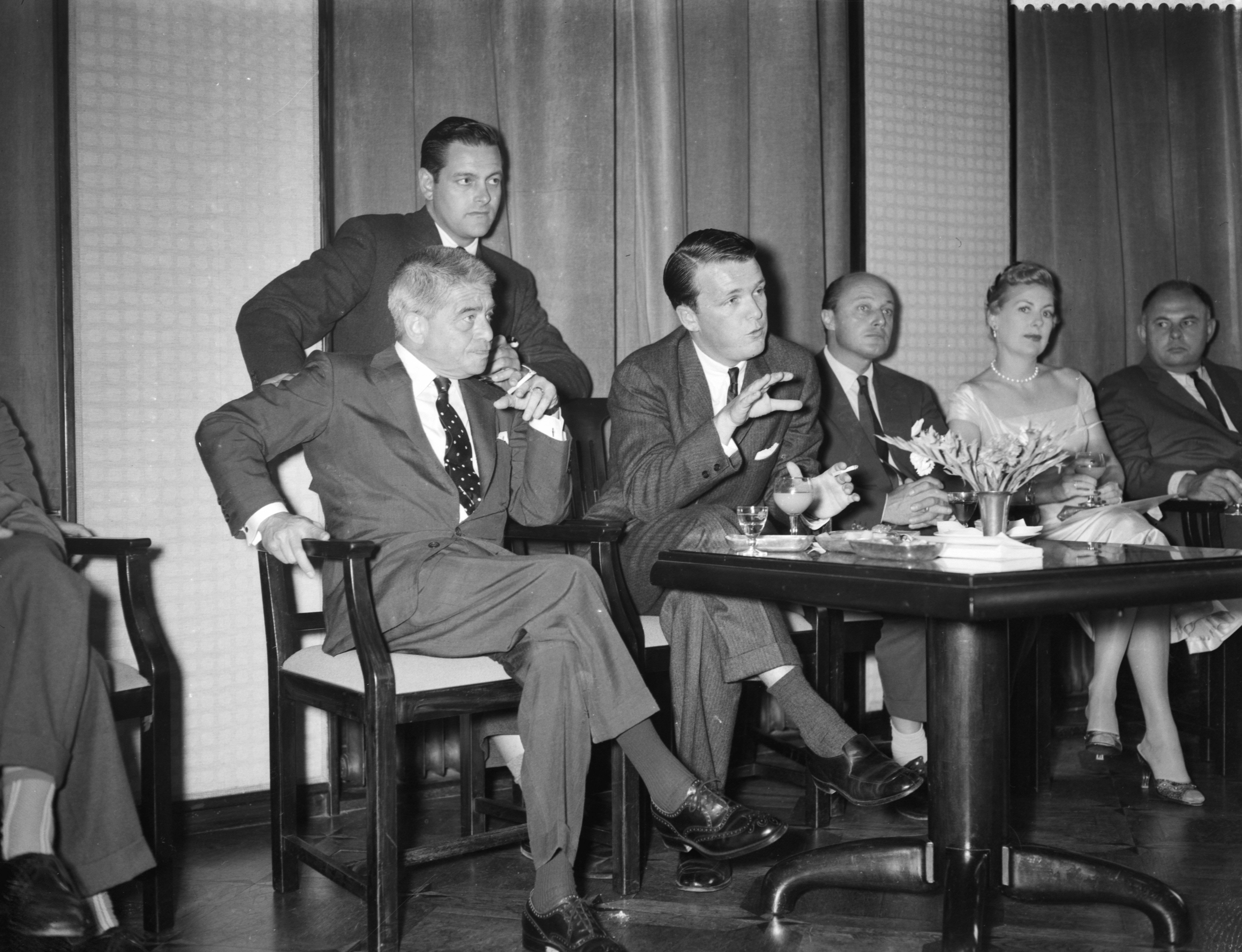
Conférence de presse du 14 juillet 1958 en marge du tournage à Amsterdam : assis côte à côte, de gauche à droite, le compositeur Alfred Newman et le réalisateur George Stevens.

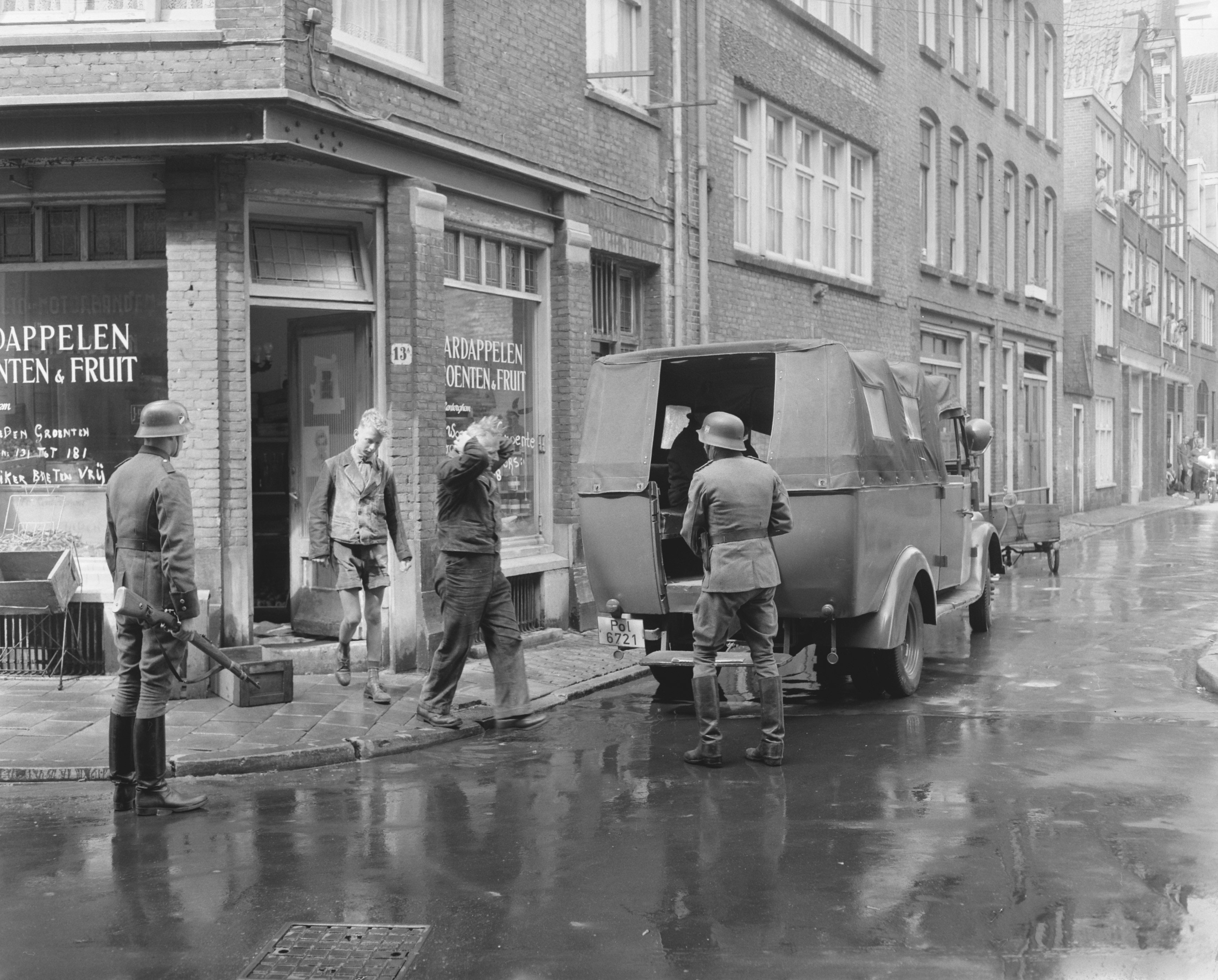
Tournage d'une scène extérieure à Amsterdam le 28 juillet 1958.

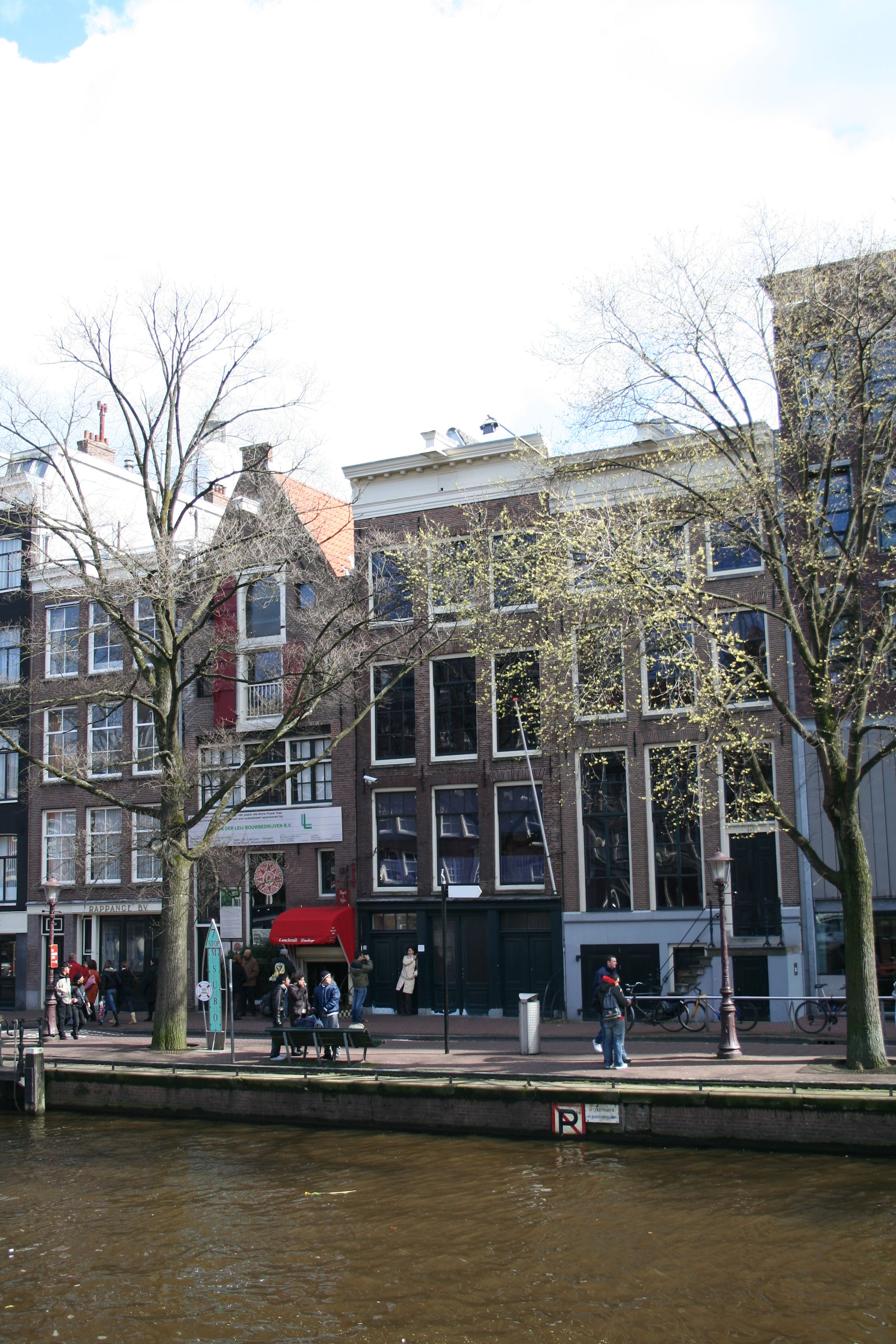
L'immeuble Opekta d'Amsterdam (au centre)
Anne Frank y vécut cachée et y écrivit son journal
de juillet 1942 à août 1944.

- Périodes prises de vue : 5 mars au 11 août 1958 et 24 novembre 1958.
- Intérieurs : plateau 14 des studios 20th Century Fox d'Hollywood (Los Angeles).
- Extérieurs : Amsterdam (Pays-Bas).
- Anne Frank est décrite dans le film comme la victime universelle des nazis[Note 3] et on ne s'interroge pas sur les conditions de sa mort. George Stevens a expliqué qu'il ne voulait pas s'aventurer dans des zones trop pénibles. Il ne montre qu'allusivement un camp de concentration dans la séquence du rêve d'Anne.
- À l'origine, George Stevens ne voulait pas filmer en CinemaScope parce qu'il craignait que sa largeur sape l'effet de claustrophobie qu'il souhaitait restituer. Quand Spyros Skouras, le responsable du studio, a opté pour le format d'image large, George Stevens et son directeur de la photographie William C. Mellor ont décidé de réduire l'espace en limitant l'action au centre de l'écran. William C. Mellor s'est servi de tubes fluorescents, de filtres et de gaze pour créer une lumière naturelle plutôt que d'utiliser l'habituel éclairage de haute intensité des studios[1].

## Accueil

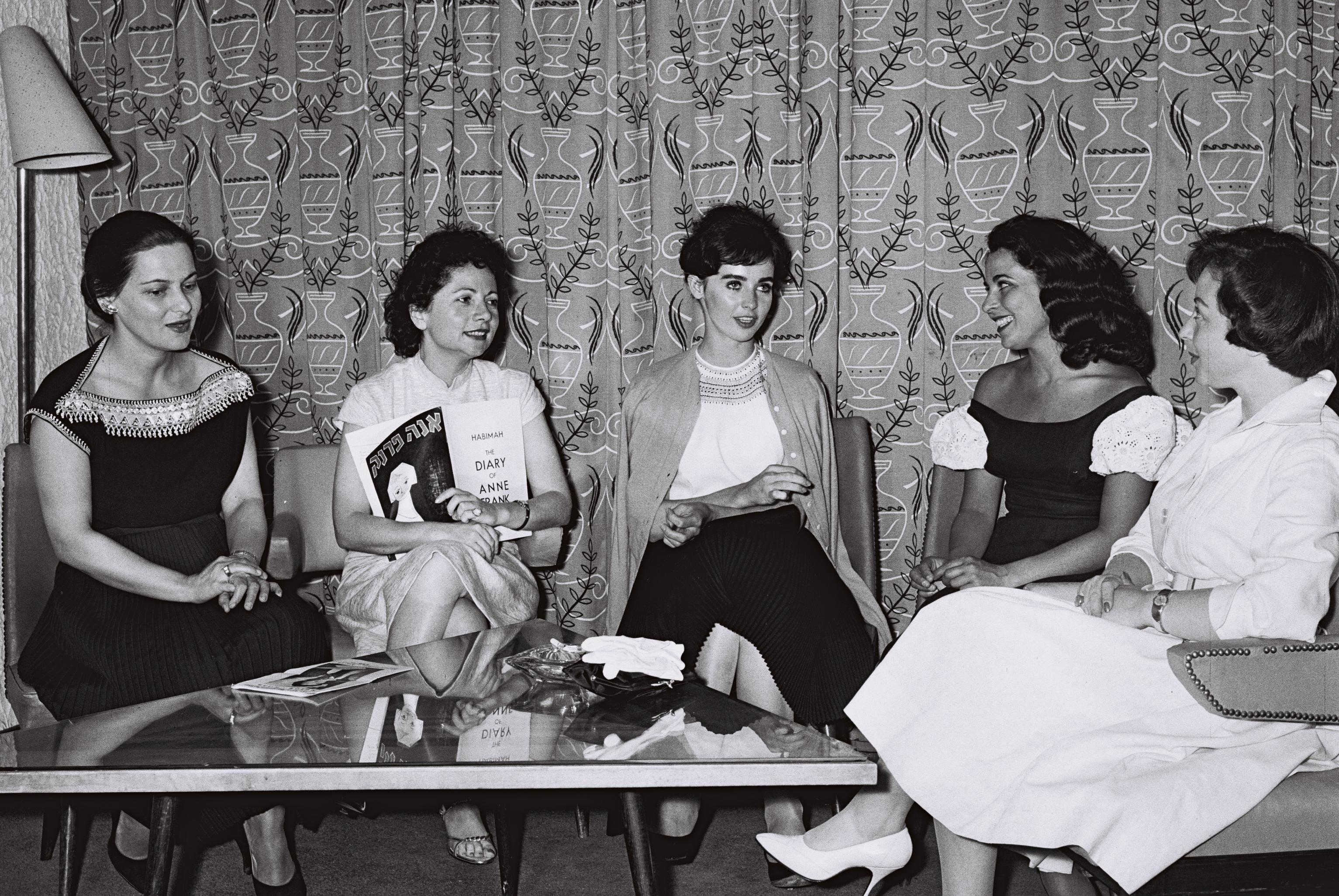
Promotion du film le 20 mai 1959 à Israël : Millie Perkins rencontre quatre actrices israéliennes qui ont interprété le rôle d'Anne Frank à la scène.

- The New York Times attribue 4 étoiles ½ sur 5 au film et son critique Bosley Crowther écrit[3] : « La sensation d’enfermement que M. Stevens arrive à faire passer dans ce drame en Cinémascope est étonnante. Parvenir à filmer les faits et gestes de huit personnages étroitement claquemurés durant plus de deux ans en faisant intensément ressentir leur vie intérieure et leur angoisse pendant près de trois heures paraissait techniquement impossible. Et pourtant M. Stevens l’a fait. Avec une succession de scènes superbement détaillées reconstituant l’atmosphère confinée et claustrophobe de leur cachette, il installe une chaleureuse promiscuité entre ces reclus et laisse libre cours à leurs fréquents tourments devant la menace qui vient d’en bas. Et, avec une série de beaux plans rapprochés de ses différents personnages, il scrute leur dramatique attente. »
- La célèbre tirade finale en voix off d'Anne Frank : « In spite of everything, I still believe that people are really good at heart (Je continue à penser malgré tout que les hommes sont foncièrement bons) » est tirée du Journal[4]. Elle reflète l'essence de la leçon d'humanité donnée par l'auteur.

## Distinctions

### Récompenses
- Oscar 1960 : 
  - Oscar de la meilleure actrice dans un second rôle à Shelley Winters[5] (l'actrice a fait don de son trophée à la Fondation Anne-Frank, il est dorénavant exposé dans le musée jouxtant l'immeuble) ;
  - Oscar des meilleurs décors à Lyle Wheeler, George W. Davis, Walter M. Scott, Stuart A. Reiss ;
  - Oscar de la meilleure photographie à William C. Mellor.
- Golden Globes 1960 : meilleur film pour la communication internationale (Best Film Promoting International Understanding).
- Laurel Awards 1960 : Golden Laurel de la meilleure actrice dans un second rôle à Shelley Winters.
- Writers Guild of America 1960 : prix de la meilleure histoire dramatique américaine aux scénaristes Frances Goodrich et Albert Hackett.

### Sélection
- Festival de Cannes 1959 : sélection officielle en compétition[6]